# قطب الدين شاه محمود
قطب الدين شاه محمود (759-776هـ/1358-1375م) كان أحد حكام المظفريين.

## السيرة
قُطْبُ‌ الدین شاه محمود وُلِدَ في شهر جمادى الأولى من سنة 737 هـ، الموافق لكانون الأول 1336 م. شارك في مؤامرة للقبض على والده مبارز الدين محمد وتعمية عينيه. وبعد أن تولّى شاه شجاع الحكم، أُسندت إليه إمارتي أصفهان وأبرقو. وخلال سبعة عشر عامًا من حكمه في أصفهان، كان أحيانًا خاضعًا لسلطة شاه شجاع، وفي فترات أخرى بسط نفوذه على فارس بمعونة حميه أويس الإلخاني.
عاش شاه محمود 38 سنة و5 أشهر و9 أيام. وعند وفاته سنة 776 هـ / 1375 م، ولم يكن له ولد، انقسم أهالي أصفهان إلى فريقين: فريق أيّد تسليم الحكم لسلطان أويس بن شاه شجاع، وفريق آخر أراد ضمّ أصفهان إلى المملكة المركزية لشاه شجاع. وبسبب هذا الانقسام اندلعت اضطرابات في المدينة، واحتدم النزاع بين الناس إلى درجة أن أكثر من عشرة أشخاص لم يحضروا صلاة الجنازة على جثمان شاه محمود. لكن شاه شجاع، وما إن بلغه خبر وفاة أخيه، توجّه إلى أصفهان وضَمّها رسميًّا إلى مملكته.
وكما كان شأن بقية أفراد آل مظفر، اعتنى شاه محمود بإعمار أراضي إمارته، ولا تزال آثار من أعماله باقية في أصفهان، من أبرزها مدرسة المظفرية ضمن مجمع المسجد الجامع الأصفهاني، ومآذن دردشت التي تضمّ ضريح زوجته المقتولة، سلطانة بَخت.
وفي سنة 776 هـ، حين بلغه خبر وفاة سلطان أويس الإلكاني، قرّر استكمال الحملة العسكرية التي بدأها والده مبارزالدين محمد لضمّ مناطق شمال غرب إيران، فسار بجيشه نحو أذربيجان، لكنّه أُصيب بمرض شديد في مدينة كلبايكان، على بُعد مراحل قليلة من أصفهان، وتوفي هناك.
وعندما وصل خبر وفاة شاه محمود وسلطان أويس معاً إلى شاه شجاع الذي كان في فارس، توجه أولاً إلى أصفهان وضمّها إلى الحكم المركزي لآل مظفر، ثمّ تابع الخطة التي كان والده قد بدأها، فاتخذ من أصفهان قاعدة لانطلاق حملته نحو الشمال الغربي، وتمكن من السيطرة على أذربيجان وشروان.